# Leopoldina Fortunati
Leopoldina Fortunati er en italiensk feminist, teoretiker og forfatter til L'arcano della riproduzione: Casalinghe, prostitute, operai e capitale ("Reproduktionens mysterie: Husarbejde, prostitution, arbejde og kapital"), en feministisk kritik af Marx. Hendes inspirationskilder er bl.a. Mariarosa Dalla Costa, Antonio Negri og Karl Marx.
| Feminisme | Spire Denne artikel om feminisme er en spire som bør udbygges. Du er velkommen til at hjælpe Wikipedia ved at udvide den. |